# Семовских, Юрий Николаевич
Юрий Николаевич Семовских (30 июля 1921, Шадринск, Екатеринбургская губерния — 12 сентября 1994, Тюмень) — советский врач и государственный деятель.

## Биография
Юрий Николаевич Семовских родился 30 июля 1921 года в городе Шадринске Шадринского уезда Екатеринбургской губернии, ныне город областного подчинения Курганской области.
Член КПСС.
Окончил эвакуированный в Тюмень Кубанский медицинский институт.
Участник Великой Отечественной войны: ординатор, старший ординатор сортировочного эвакогоспиталя номер 3472
В 1946—1952 годах — главный врач Тюменской областной больницы.
В 1952—1983 годах — заведующий отделом здравоохранения Тюменского облисполкома.
При его активном участии построены и открыты новая областная больница, онкодиспансер, кардиоцентр, вторая городская больница, медицинский институт. Под его началом были построены центральные районные больницы, созданы больничные комплексы в Урае, Сургуте, Нижневартовске, Надыме.
Юрий Николаевич Семовских умер 12 сентября 1994 года в городе Тюмени Тюменской области.

## Награды
- Орден Ленина
- Орден Октябрьской Революции (1976)
- Орден Отечественной войны II степени (06.04.1985)
- Орден Трудового Красного Знамени
- Орден Красной Звезды (29.09.1945)
- Заслуженный врач РСФСР

## Память
В 2004 году Тюменской областной клинической больнице было присвоено имя Юрия Николаевича Семовских.
В июле 2016 года в Тюмени именем Юрия Семовских была названа улица.